# Мамут карликовий
Мамут карликовий (Mammuthus exilis) — вимерлий вид із родини слонових, походив від мамута Колумба (М. columbi) з материкової Північної Америки. Жив у період від 30 до 12 тис. років тому на Канальних островах і на кшталт сучасної острівної лисиці зазнав острівної карликовості. 
Цей вид вимер упродовж четвертинного вимирання, під час якого вимерло багато видів мегафауни, у зв'язку зі зміною умов, до яких цей вид не зміг адаптуватися. Через острівну карликовість, М. exilis мав у середньому 1,72 м заввишки у плечах і 760 кг ваги, що є разючим контрастом із його предками, що мали 4,3 м заввишки й 9100 кг ваги.
Схожа острівна карликовість була поширеним явищем у представників родини слонових, які завдяки гарному вмінню плавати, змогли заселити навіть відносно віддалені від суші острови. Карликові мамути з'явилися і на сибірському острові Врангеля, виживши на ньому, як останні представники всіх мамутів до 1,5 тис. років до н.е. Ряд ендемічних карликових слонів існував також на середземноморських і деяких індонезійських островах, як-от Комодо або Флорес. Відома також острівна карликова форма мастодонта. Причинами острівної карликовості були дефіцит їжі й відносна безпека через відсутність хижаків.

## Відкриття
У липні 1994 року L. Agenbroad було викликано Службою національних парків, щоб оглянути невизначений скелет, знайдений на північно-східному узбережжі острова Санта-Роза. B. Agenbroad, L. Agenbroad, D. Morris, S. Morris, T. Rockwell і L. Roth  віднайшли кістки осьового скелета великого наземного хребетного на острові Санта-Роза. У серпні 1994 були розпочаті розкопки, вдалося відновити 90 % скелета самця карликового мамута. Йому було близько 50 років, коли він помер. Скелет було знайдено в одному місці, а не розпорошеним по всьому острову. По дослідженню, кістки були передані до музею природної історії в Санта-Барбарі Після відкриття цього скелету, розпочався ретельний пошук і знайдено ще 160 нових решток мамута, переважна більшість з яких знаходилася на острові Санта Роза. Це стало першим відкриттям майже повного зразка карликового мамута. На його скелеті були відсутні лише нога, бивень, і кілька хребців. Рештки були покриті піщаною дюною, що вберегло їх від розпорошення. Найімовірніше, мамут просто помер від старості.

## Ареал
Залишки М. exilis були виявлені на трьох північних Канальних островах Каліфорнії з 1856 року: Санта-Круз, Санта-Роза, і Сан-Мігель, які разом з Анкапа були найвищими точками нині, переважно, зануреного острова Санта-Роза. Пізньоплейстоценові слони, можливо, жили на островах до приходу пращурів чумаші в ранньому голоцені, між 7800 і 9300 роками до н.е. Радіовуглецевий аналіз свідчить, що М. exilis існував на острові впродовж принаймні 47 тис. років.
Сучасні слони — чудові плавці, і предки М. exilis, швидше за все, переплили протоку завширшки 6,4 км до суходолу Санта-Роза. Популяція мамутів збільшилася за відсутністю великих хижаків, на кшталт вовків, смілодонів та американського лева. У кінці льодовикового періоду відбулося скорочення площі існування, викликане трансгресією моря, через що суходіл Санта-Рози розділився на чотири острови. Ці явища сприяли зменшенню розмірів тварин. Карликовість — механізм виживання на території, що постійно скорочується. Їхній розмір тіла став меншим, що вимагало менше їжі та ресурсів. Унаслідок еволюції виник окремий вид — карликовий мамут.
Карликових мамутів не слід плутати з мамутами острова Врангеля або Святого Павла, які були зменшеною расою Мамута найвеличнішого (М. primigenius) і вимерли близько 1700 р. до н.е. і 4000 до н.е., відповідно.